# Boo Takagi
Boo Takagi 高木ブー (Takagi Boo?) (Toshima, 8 marzo 1933) è un comico, attore e cantante giapponese.
È membro del gruppo comico The Drifters. Il suo vero nome è Tomonosuke Takagi.

## Biografia
Si è laureato presso la Facoltà di Economia dell'Università di Chuo, dopo la laurea, gli è stato offerto un lavoro alla Tokyo Gas, ma non accettò ed è diventato un musicista professionista. Questo è stato un lavoro part-time come band hawaiana sin da quando era uno studente, e c'erano già mesi in cui riceveva più dello stipendio iniziale di un laureato all'epoca, così ha deciso di entrare nella musica
Ha suonato il banjo nella band di Jerry Fujio "Pup Corns" e la chitarra elettrica in "Shadows", ma durante un'esibizione al jazz café "Peanuts" a Yokohama, lui e l'ex leader dei drift e proprietario della band Teruo Sakurai e il nuovo leader dei Drifters. Fu scoperto da Chosuke Ikariya, e il 16 settembre 1964 si unì ai Drifters per occupare un posto vacante di pianista. Dal 1967 è apparso in diversi film all'anno e nell'ottobre 1969 è iniziato "Hachiji Dayo, Zen'inshugo!" (8時だョ!全員集合). Il 14 settembre 1984, durante le prove del programma si ruppe il tendine d'Achille e rimase assente per quattro mesi. Nei titoli di testa di "Hachiji Dayo, Zen'inshugo!" durante la sua assenza, Takagi è stato scritto tra parentesi. Takagi disse detto che stava pensando di lasciare ufficialmente il programma dopo questo infortunio, ma con la persistente persuasione di Ikariya, Takagi ritornò alla trasmissione l'anno successivo.
Il 28 settembre 1985, "Hachiji Dayo, Zen'inshugo!" terminò, e dopo di ciò, iniziò, come gli altri membri dei Drifters, a lavorare da solo in parallelo con le sue attività come Drifters (secondo lui, Takagi fu il primo membro dei Drifters a lavorare da solo dopo la fine di del programma). È apparso in diverse opere teatrali in altri ruoli, e pensò che sarebbe stato un attore in una nuova commedia in futuro.

## Vita privata
Takagi si è sposato con la donna della sua vita il 1° febbraio 1962 e due anni dopo nacque la loro unica figlia. La coppia rimase unita fino alla morte di lei il 25 marzo 1994 a seguito di un tumore maligno al cervello fu scoperto due anni prima quando era troppo tardi, e i medici le avevano detto che aveva cinque anni di vita, ma dopo una terza operazione fallita, era completamente costretta a letto e incapace di parlare. Takagi, che di solito è mite si scagliò contro il medico per le sue dichiarazioni, che per la moglie gli rimasero cinque anni di vita. La morte di lei fu un duro colpo per Takagi, d'allora non si risposò.

## Filmografia

### Televisione
- Hana no joshi-kō Sei katorea gakuen (1985)

### Varietà
- Hachiji Dayo, Zen'inshugo! (1969–1985)
- Dorifu Daibakusho (1977–2003)
- Tobe Son Goku (1977–1978)